# Wilhelm Dichter
Wilhelm Dichter (Boriszlav, 1935. október 25. –) zsidó származású lengyel író.

## Élete
1935-ben Boriszlavban született. A holokauszt ideje alatt szüleivel együtt egy baráti család házának tetőtérben lévő rekeszében, később egy kútban rejtőztek el. Az apja meghalt a második világháború vége előtt, 1944-ben Dichter az édesanyjával Lengyelország déli részébe költözött, majd Varsóban telepedett le. A Varsói Műszaki Egyetemen végzett, fizikus és mérnök lett. A doktori fokozat megszerzése után tizenhárom évig tudósként dolgozott, tudományos műveket és rádiójátékokat írt. Lengyelországban a Bruno Winawer-díjat kapta népszerű tudományos munkájáért, ideértve a huszadik század nagy fizikusainak portréit is.
Az 1968-as antiszemita kampány miatt elhagyta Lengyelországot, először Bécsbe és Rómába ment, majd az Amerikai Egyesült Államokba emigrált, ahol számítógépes szakemberként dolgozott. Ballisztikus szakértőként a Colt Firearms kutatási és fejlesztési részlegén alkalmazták a New York-i Long Island-en, majd később a Hartford Connecticutban. 1978-ban átállt a képfeldolgozás területére, és a Linotype-Hell cég képfeldolgozó algoritmus-tervező szakemberévé vált.
Későn, hatvanévesen kezdte el megírni az élettörténetét. Az első regénye, a Koń Pana Boga, amelyet 1996-ban publikált Krakkóban. Ez a műve irodalmi szenzációvá vált, és „Nike” irodalmi díjra jelölték, és megkapta a Kulturális Alapítvány Díját. A regényben a szerző a zsidók elrejtéséről szól a második világháború alatt. A második kötet, a Gonoszok iskolája 2000-ben díjat kapott, ebben a fiatalember életét beszéli el a kommunista Lengyelországban. A harmadik regény, az Angol lecke (2010) a zsidó bevándorló életének nehézségeit mutatja be az Egyesült Államokban.
Boston közelében, Tewksburyben él lengyelül beszélő családjával. Az író műveit orosz, francia, cseh, német, svéd és holland nyelvre fordították.

## Művei
- Wyspy fizyki i inne opowiadania (Varsó, 1967) A fizika szigetei és más történetek
- Koń Pana Boga (Krakkó, 1996) Az isten lova
- Szkoła bezbożników (Krakkó, 2000) Gonoszok iskolája
- Lekcja angielskiego (Krakkó, 2010) Angollecke

## Fordítás
- Ez a szócikk részben vagy egészben  a   Wilhelm Dichter című lengyel Wikipédia-szócikk ezen változatának fordításán alapul.  Az eredeti cikk szerkesztőit annak laptörténete sorolja fel. Ez a jelzés csupán a megfogalmazás eredetét és a szerzői jogokat jelzi, nem szolgál a cikkben szereplő információk forrásmegjelöléseként.